# Jekatierina Furcewa
Jekatierina Aleksiejewna Furcewa (ros. Екатери́на Алексе́евна Фу́рцева, ur. 24 listopada?/7 grudnia 1910 w Wysznim Wołoczoku, zm. 24 października 1974 w Moskwie) – radziecka polityk, minister kultury ZSRR (1960–1974), I sekretarz Komitetu Miejskiego KPZR w Moskwie (1954–1957), sekretarz KC KPZR (1956–1960), członek Prezydium (Biura Politycznego) KC KPZR (1957–1961).
Od 1930 w WKP(b), 1930–1931 sekretarz odpowiedzialna rejonowego komitetu Komsomołu, 1931–1932 sekretarz odpowiedzialna Komitetu Miejskiego Komsomołu w Teodozji, 1932–1933 kierowniczka wydziału organizacyjnego Krymskiego Komitetu Obwodowego Komsomołu, 1933–1935 słuchaczka Wyższych Kursów Akademickich Lotnictwa Cywilnego. 1935–1936 pomocniczka szefa Wydziału Politycznego Saratowskiego Technikum Lotniczego ds. Komsomolskich, 1936–1937 instruktorka Wydziału Młodzieży Studenckiej KC Komsomołu, 1937–1941 studiowała w Moskiewskim Instytucie Cienkiej Technologii Chemicznej im. Łomonosowa, na którym 1941 była sekretarzem komitetu WKP(b). 1941–1942 instruktorka rejonowego komitetu WKP(b) w Kujbyszewie, 1942–1945 sekretarz, 1945–1948 II sekretarz, a 1948–1950 I sekretarz rejonowego komitetu WKP(b) w Moskwie, 1948 zaocznie ukończyła Wyższą Szkołę Partyjną przy KC WKP(b). Od 25 stycznia 1950 do 29 marca 1954 II sekretarz Komitetu Miejskiego WKP(b)/KPZR w Moskwie, od 14 października 1952 do 14 lutego 1956 zastępca członka KC KPZR, od 29 marca 1954 do 26 grudnia 1957 I sekretarz Moskiewskiego Komitetu Miejskiego KPZR. Od 25 lutego 1956 do śmierci członek KPZR, od 27 lutego 1956 do 4 maja 1960 sekretarz KC KPZR, od 27 lutego 1956 zastępca członka, a od 29 czerwca 1957 do 17 października 1961 członek Prezydium KC KPZR. Od 4 maja 1960 do śmierci minister kultury ZSRR. Deputowana do Rady Najwyższej ZSRR od 3 do 5 i 7–8 kadencji. Pochowana na cmentarzu Nowodziewiczym.

## Odznaczenia
- Order Lenina (czterokrotnie)
- Order Czerwonego Sztandaru Pracy
- Order „Znak Honoru”

I medale.